# 长沙规划展示馆
长沙规划展示馆，位于中国湖南省长沙市，是集规划展示、科普教育、公众参与等功能于一体的专业展馆。

## 历史沿革
2010年1月27日，长沙规划展示馆项目立项。
2015年10月1日，长沙规划展示馆正式投用。

## 建筑展览
长沙规划展示馆总建筑面积9255平方米，展示面积7800多平方米，以“我的长沙我的家”为主题，分为“长沙概览·走进大长沙”、“历史长河·探寻老长沙”、“规划长廊·畅想新长沙”和“个性幻城·2050”四大版块。
特色展示项目有：全景式山水洲城风光体验长廊、“筑城史话”全息投影、城市总体规划沙盘模型秀、“靓丽长沙”隔空互动影院、数字沙盘、3D影院、VR自驾、环球达人等。
开馆时间为每周二至周日9:00-17:00。

## 主要职能
长沙规划展示馆为长沙市自然资源和规划局所属正科级公益一类事业单位。
1. 展示长沙市自然资源和国土空间开发保护工作、城乡建设发展成就。
2. 宣传和科普国土空间总体规划、详细规划、专项规划、城市设计等内容。
3. 积极引导公众参与自然资源和规划建设相关活动。
4. 负责规划馆的日常运行、维护、管理。
5. 承担长沙市自然资源和规划局交办的其他工作。

## 图集

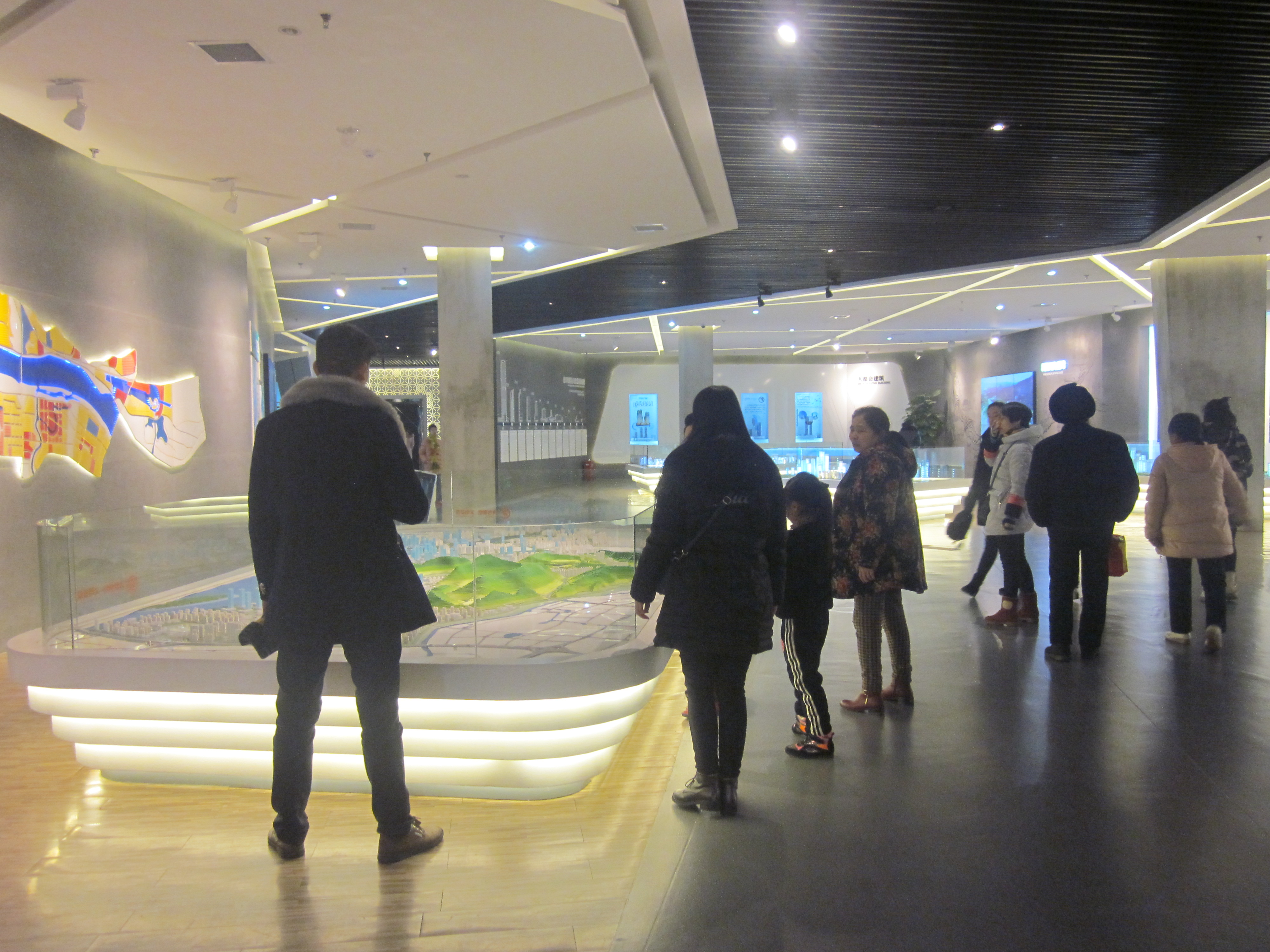
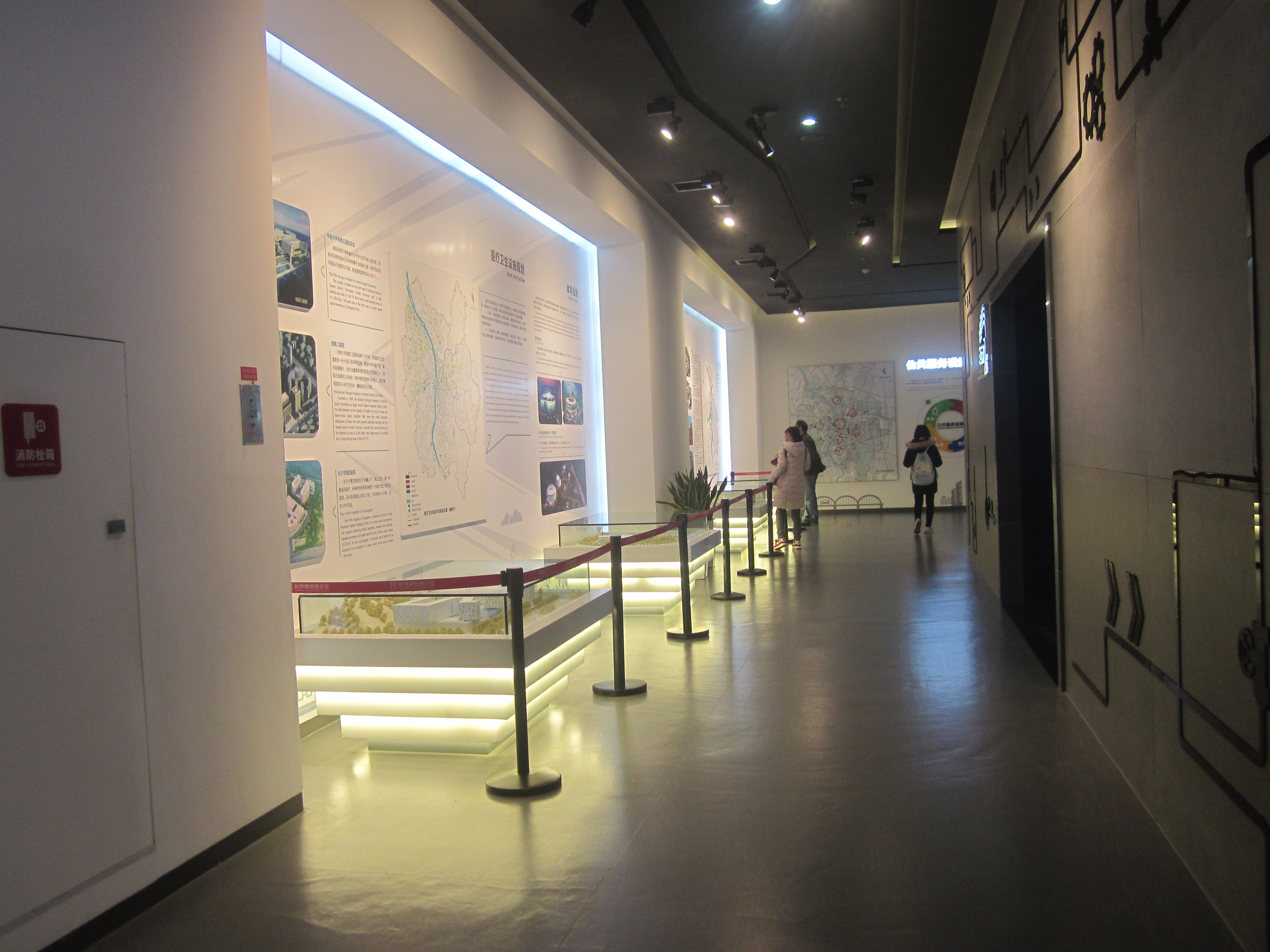
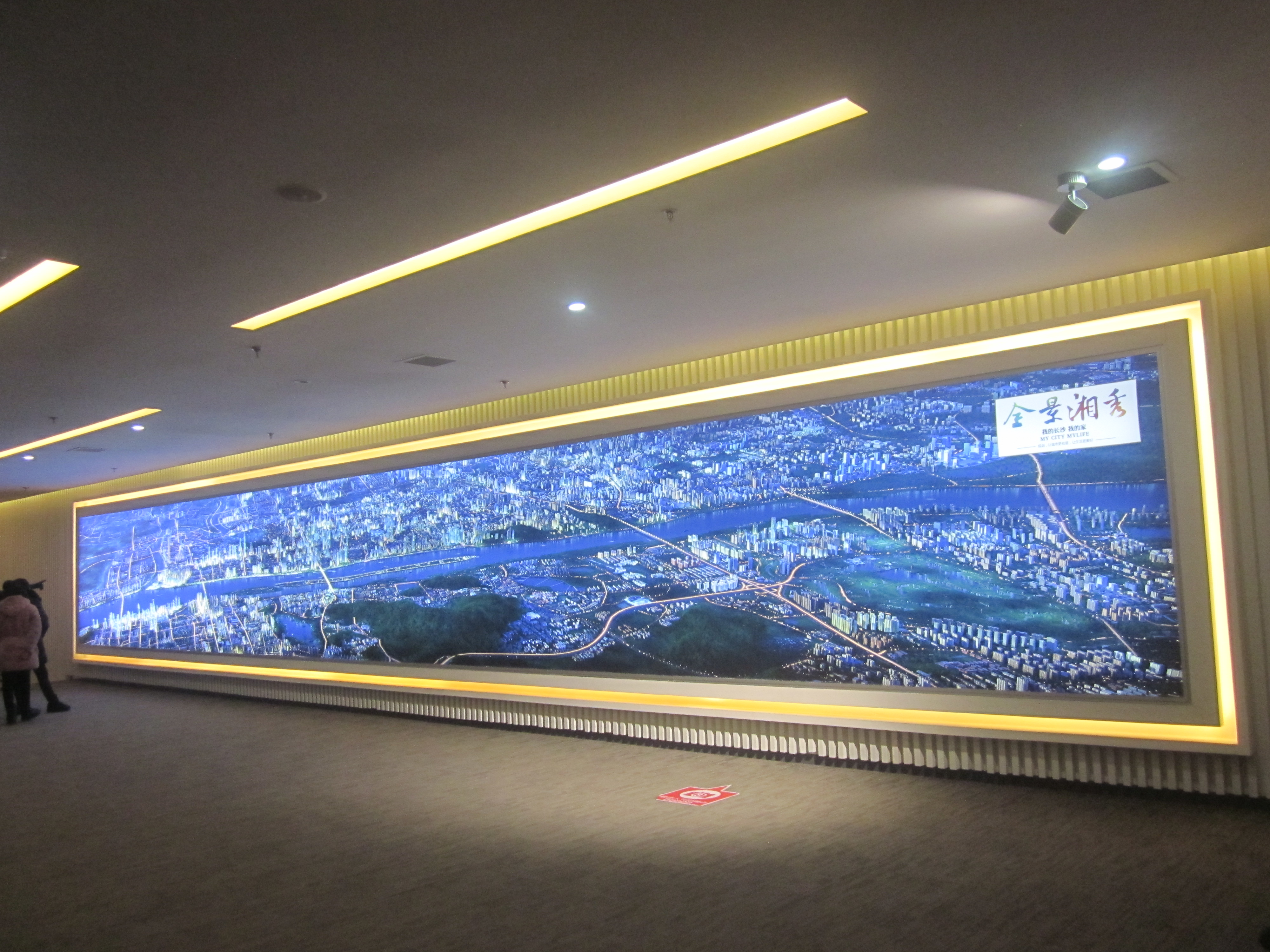
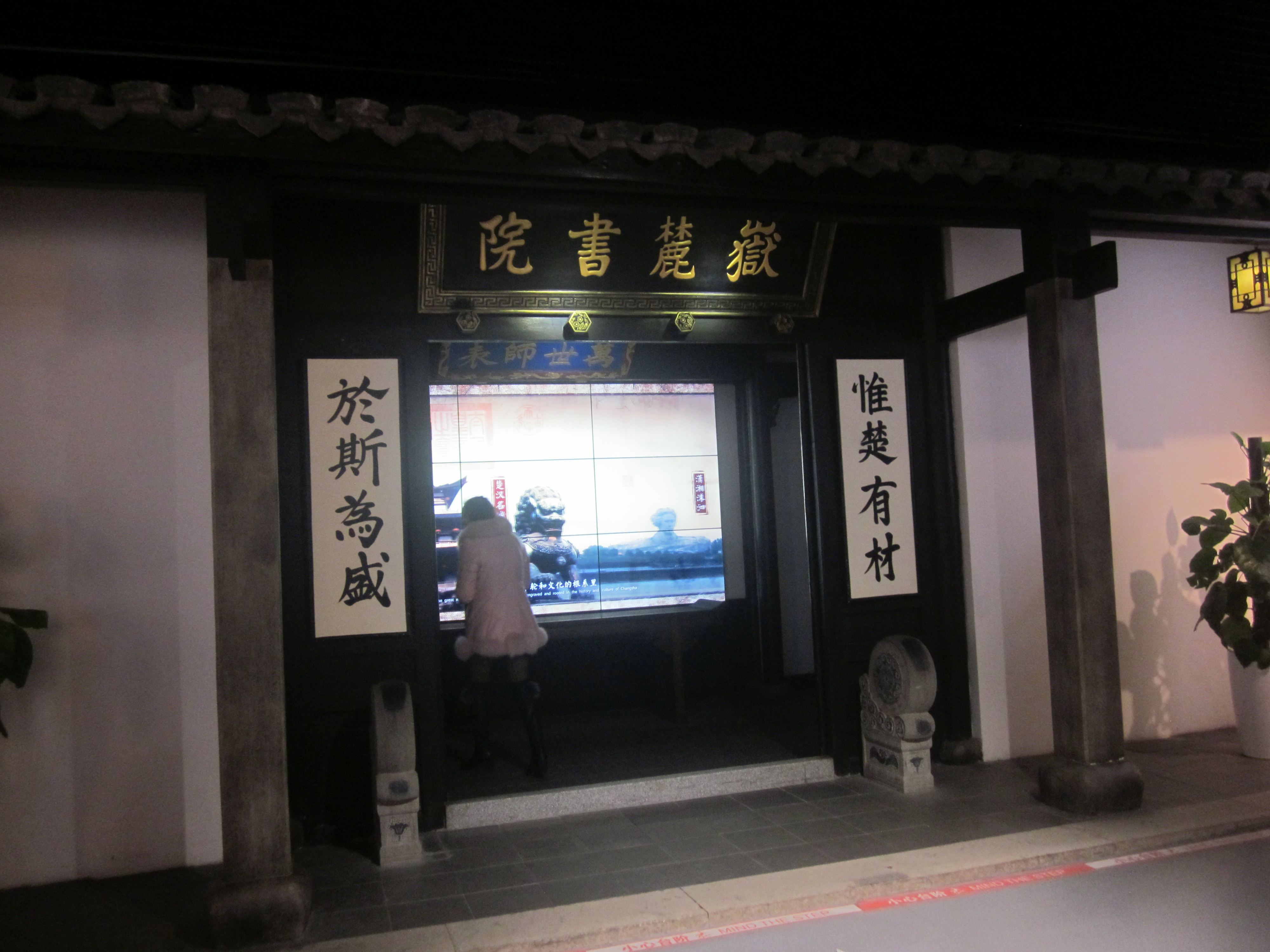
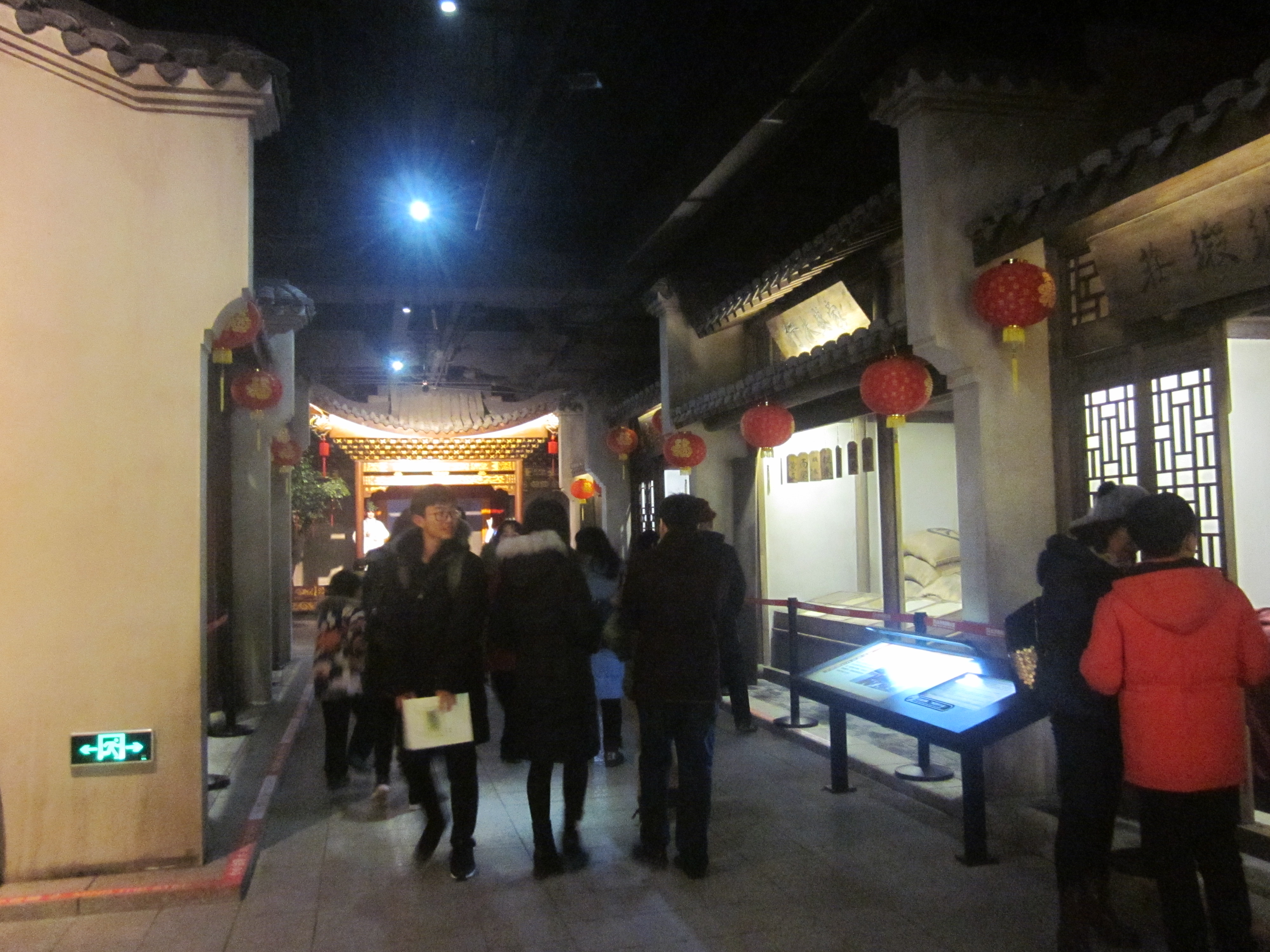
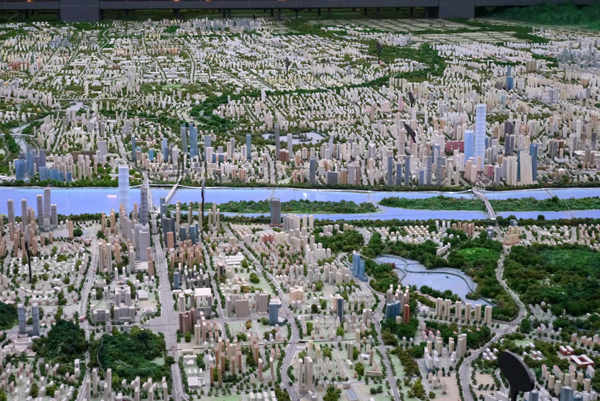
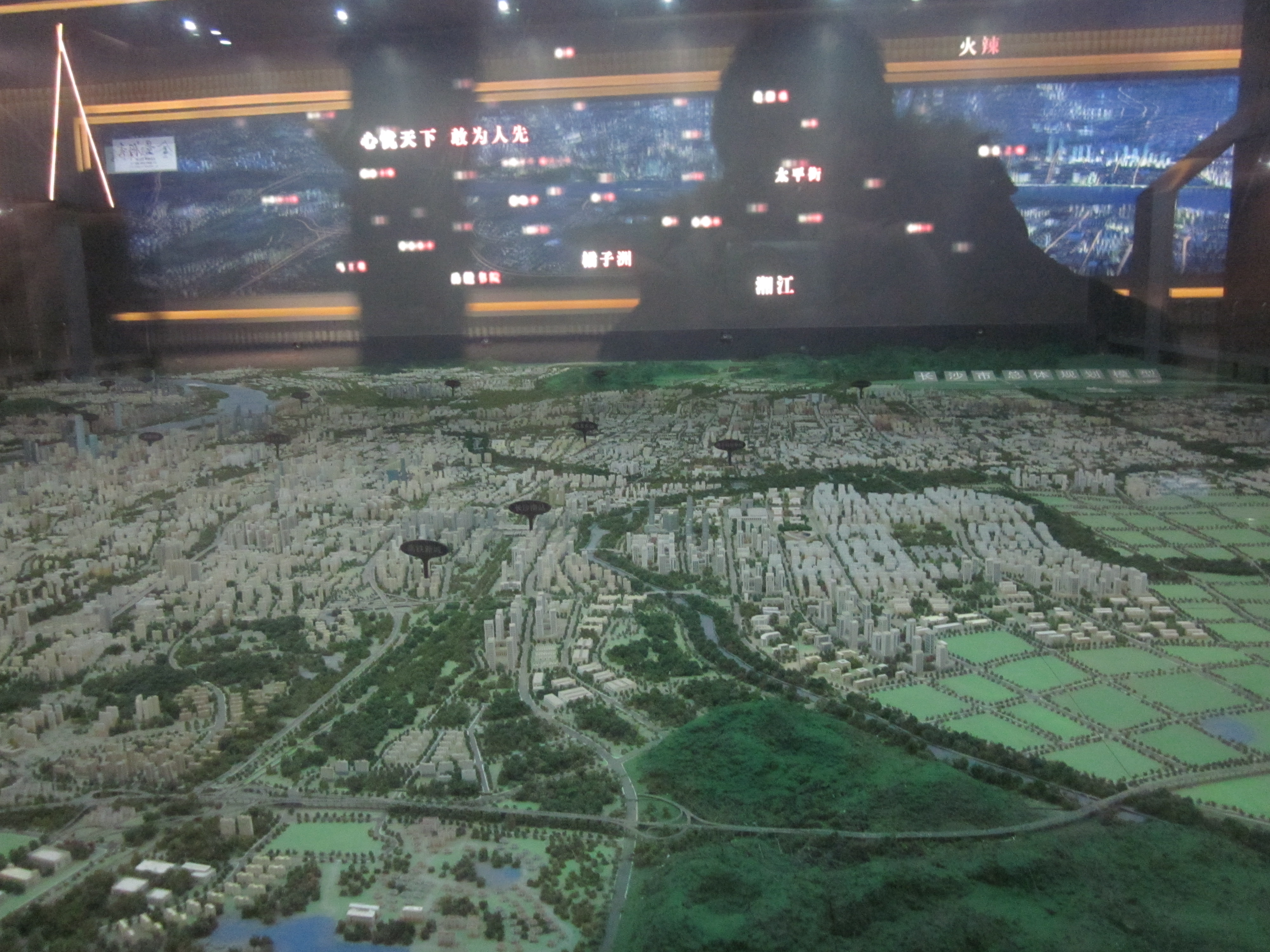
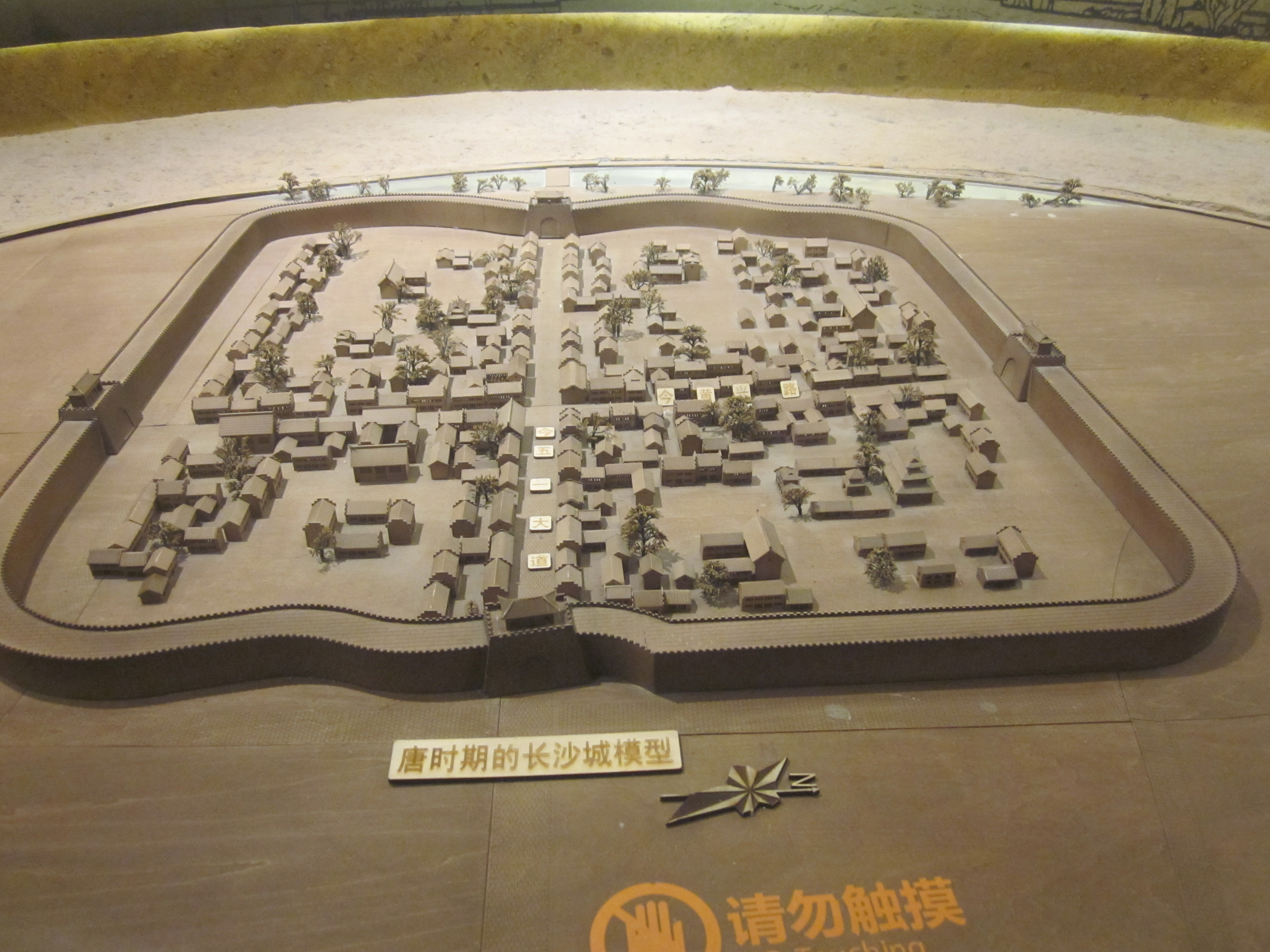
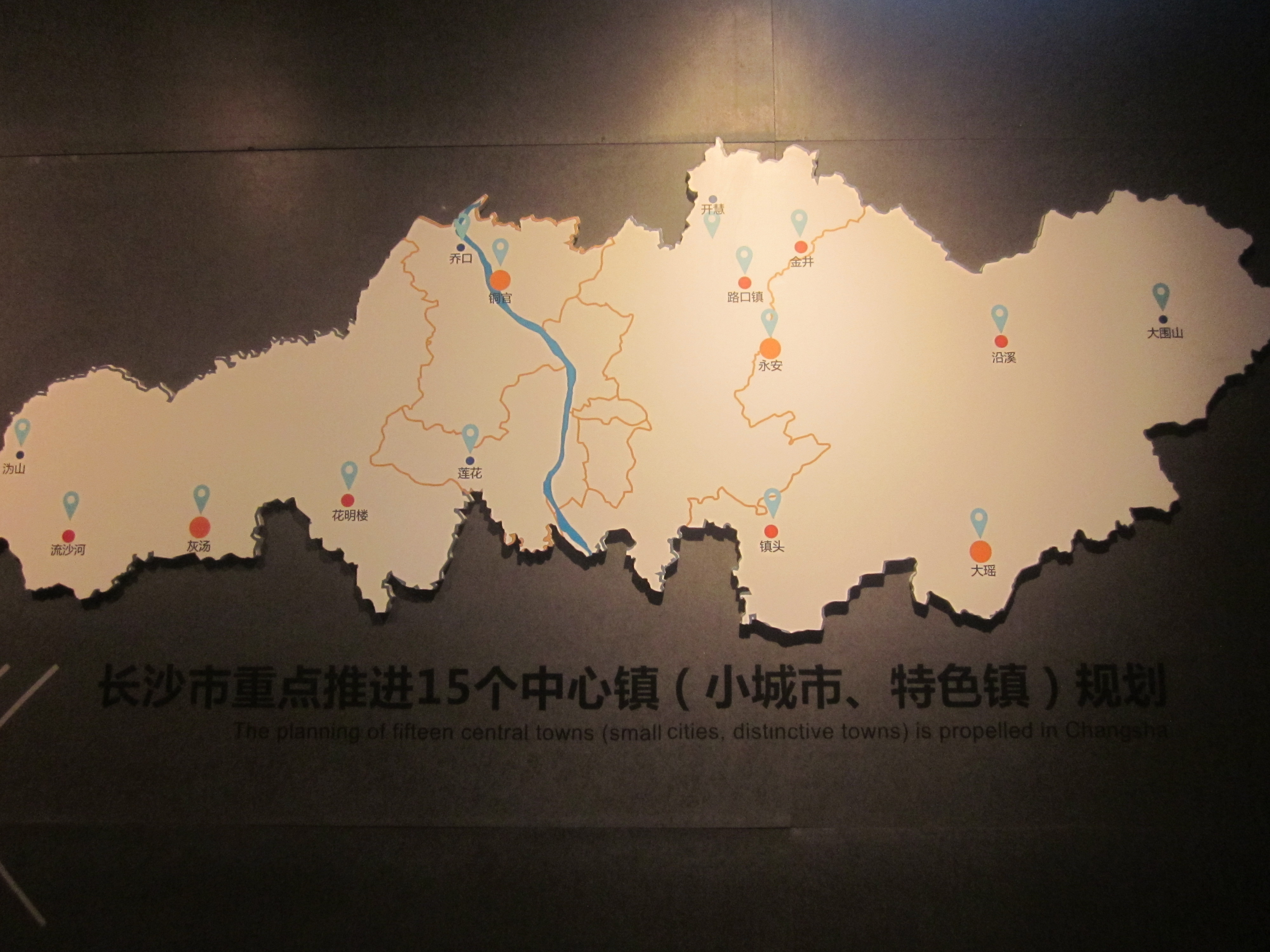
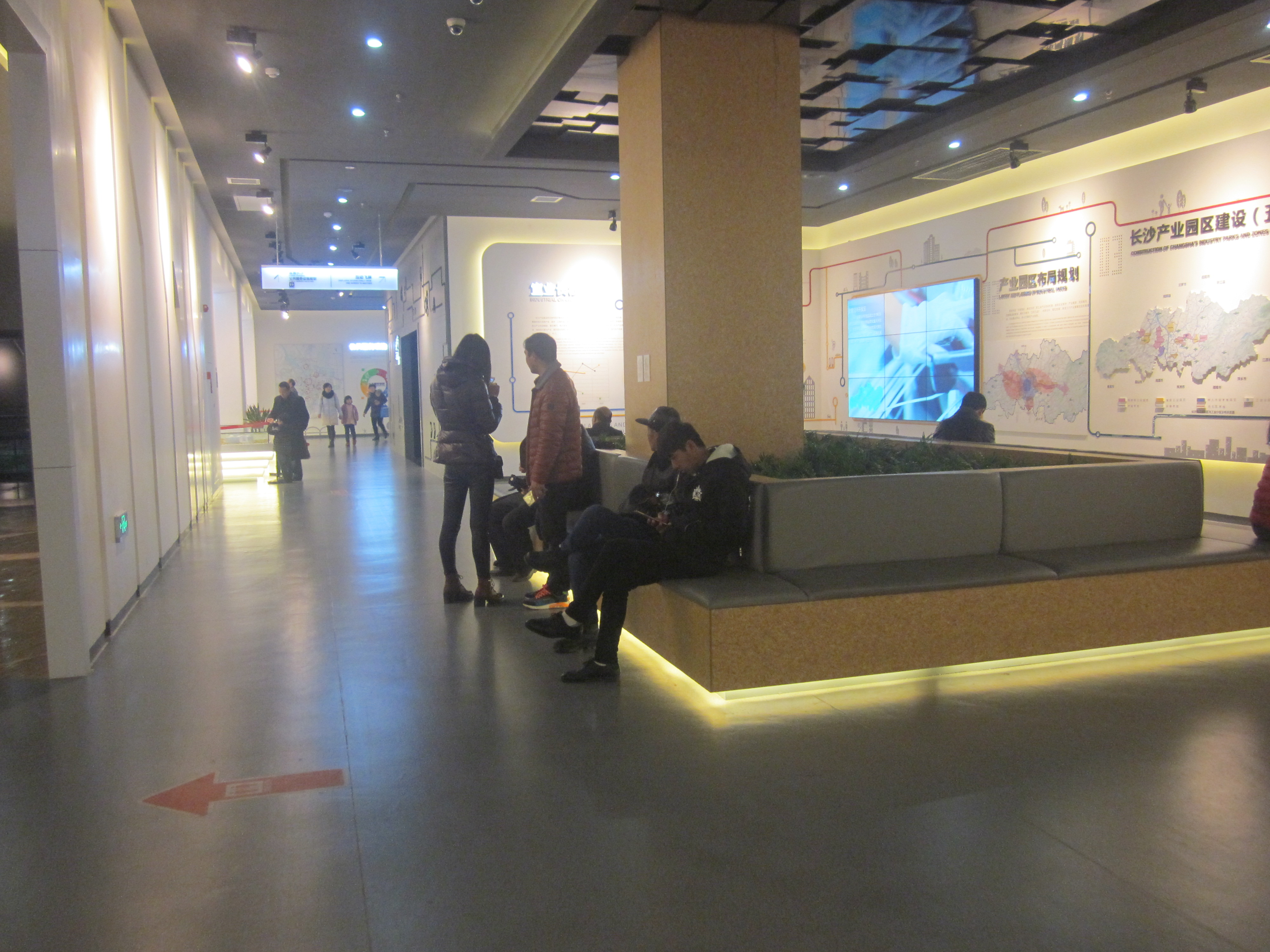